# لي بورسيل
لي بورسيل (بالإنجليزية: Lee Purcell)‏ هي ممثلة أمريكية، ولدت في 15 يونيو 1947 في Marine Corps Air Station Cherry Point ‏ في الولايات المتحدة.

## أعمال

### أفلام
- فتاة الوادي[5]

### مسلسلات
- ذا والتونز

## وصلات خارجية
- الموقع الرسمي
- لي بورسيل على موقع IMDb (الإنجليزية)
- لي بورسيل على موقع ألو سيني (الفرنسية)
- لي بورسيل على موقع أول موفي (الإنجليزية)
- لي بورسيل على موقع قاعدة بيانات الأفلام السويدية (السويدية)
- لي بورسيل على موقع إن إن دي بي (الإنجليزية)
- لي بورسيل على موقع قاعدة بيانات الفيلم (الإنجليزية)
- لي بورسيل على موقع كينوبويسك (الروسية)